# Japán nyelvek
A Japán szigeteken beszélt japán nyelv és a Rjúkjú-szigeteken beszélt rjújkjú nyelv tartozik ide. A csoportosítás a nyelvészek által széles körben elfogadott. A japán nyelvek kifejezés Leon Serafimtől származik. A közös ősi nyelv a proto-japán. A csoportosítás fő lényegét az adja, hogy a csoporton belüli első szakadás okozta a japán nyelvek különválását a rjúkjú nyelv variánsaitól. Hattori Siró szerint erre a Jamato-korban (250–710) került sor.
A japán nyelvek eredetével kapcsolatos tudományos viták egy sor megoldatlan problémát vetnek fel. A legvilágosabb kapcsolat dél-koreai földrajzi nevekhez kötődően rajzolódik ki; amelyek feltételezhetően a kaja nyelv vagy más, kevésbé fennmaradt nyelv nyelvemlékei.

## Felosztás
- Japán nyelv (日本語)
  - Hacsidzsó nyelvjárás
  - Honsú nyelvei
    - Kelet-japán nyelvjárás
    - Nyugat-japán nyelvjárás
    - Kjúsú nyelvjárás
      - Kagosima nyelvjárás
- Rjúkjú nyelv (琉球語)
  - Amami–Okinava csoport
    - Amami nyelv (奄美語)
    - Okinava nyelv (沖縄語)

  - Mijako nyelv (宮古語)
  - Yaejaama nyelv (八重山語)
  - Jonaguni nyelv (与那国語)
- Tóhoku nyelvjárás

## Fordítás
- Ez a szócikk részben vagy egészben  a   Japonic languages című angol Wikipédia-szócikk ezen változatának fordításán alapul.  Az eredeti cikk szerkesztőit annak laptörténete sorolja fel. Ez a jelzés csupán a megfogalmazás eredetét és a szerzői jogokat jelzi, nem szolgál a cikkben szereplő információk forrásmegjelöléseként.